# Ficus coerulescens
Ficus coerulescens là một loài thực vật có hoa trong họ Moraceae. Loài này được (Rusby) Rossberg mô tả khoa học đầu tiên năm 1937.